# Marin Getaldić
Marin Getaldić (italsky Marino Ghetaldi, latinsky Marinus Ghetaldus; 2. října 1568, Dubrovník – 11. dubna 1626, Dubrovník) byl chorvatský a dubrovnický matematik a fyzik. Byl žákem François Vièta. Narodil se v bohaté patricijské rodině. Byl známý aplikací algebry v geometrii a výzkumem v oblasti geometrické optiky. Jeho nejvýznamnějšími pracemi byly Promotus Archimedus (1603), Variorum problematum colletio (1607) a De Resolutione et compositione Mathatica (1630). Byl konstruktérem parabolického zrcadla (průměr 66 cm), které se dnes nachází v Národním námořním muzeu v Londýně. Byl také průkopníkem ve výrobě kuželových čoček. Během svého pobytu v Padově se setkal s Galileo Galileim, se kterým si pak pravidelně korespondoval. V roce 1606 nakoukl do politiky a stal se vyslancem Dubrovnické republiky v Konstantinopoli, později byl i členem Velké a malé rady, hlavních politických orgánů Dubrovnické republiky.